# Saint-Laurent-sur-Othain
Saint-Laurent-sur-Othain è un comune francese di 501 abitanti situato nel dipartimento della Mosa nella regione del Grand Est.

## Società

### Evoluzione demografica
Abitanti censiti